# Supernova: La fi de l'univers
Supernova: La fi de l'univers (títol original: Supernova) és una pel·lícula estatunidenco-suïssa dirigida per Walter Hill, estrenada el 2000. Ha estat doblada al català.

## Argument
Al segle XXII la nau Nightingale 229 travessa el cosmos. A bord, una tripulació de sis membres, incloent el capità A. J. Marley, el copilot Nick Vanzant, la doctora Kaela Evers i l'informàtic Benji Sotomejor. Havent rebut un senyal de socors, canvien de trajectòria i es troben al mig d'una tempesta magnètica provocada per una estrella a punt d'explotar. La supervivència s'organitza ràpidament, perquè la nau ha de marxar abans que l'estrella no es transformi en supernova.

## Repartiment
- Angela Bassett: Dra. Kaela Evers
- James Spader: Nick Vanzan
- Peter Facinelli: Karl Larson
- Robin Tunney: Danika Lund
- Wilson Cruz: Benjamin Sotomejor
- Lou Diamond Phillips: Yerzy Penalosa
- Robert Forster: A.J. Marley